# 競艇場外発売場
競艇場外発売場（きょうていじょうがいはつばいじょう）とは、モーターボート競走法第五条で定められたボートレース場以外の場所でボートレースの勝舟投票券（舟券）の発売・払戻を行うための施設である。
モーターボート競走法施行規則並びに告示により、「場外発売場」「小規模場外発売場」「前売場外発売場」の3つの基準が定められており、それぞれの施設に於いて必要な要件が異なっているものの、「ボートレースチケットショップ(BTS)」という愛称がつけられている。

## 概要
ボートレース場を設置するためには大規模な土地と水利その他の設備が必要であり、国土開発が進められて以降は適地の確保が困難となっている。このため、1975年1月のボートレース唐津移転新築を最後にボートレース場の新築はされなくなった。
またかつてのモーターボート競走法では、海事思想の普及を目的として当該競艇場外での舟券の発売を禁止していた。1982年4月のモーターボート競走法施行規則改正により他の競艇場での舟券発売が認められ、1985年9月の再改正により他の公営競技と同等の場外発売所の設置が許可された。
これにより、ボートレースを主催する都道府県及び市町村（これらの一部事務組合を含む。以下「主催者」という）は舟券の販路を拡大するために、市街地や高速道路インターチェンジ付近など交通の便がよい地域や、近隣に公営競技の施設が存在しない地域などで、舟券の発売機能のみに特化した施設を設置するようになった。折しも、テレビジョン中継放送システムの技術が発展してボートレース場以外でも映像・音声によるリアルタイムの観戦が可能になったことや、トータリゼータシステムの技術が発展してコンピュータによる舟券発売業務の管理が容易になると同時に少ない人件費で運営可能となったことが後押しになり、2000年代以降、各地で積極的に設置されるようになった。
最初に設置された場外発売場は香川県丸亀市の「ボートピアまるがめ」（1986年8月）である。その後各地で設置が進められ、2016年4月現在、全国に69場が設置されている。

## 愛称
総称はボートレースチケットショップ（略称BTS）である。
以前は、場外発売場の呼称としてボートピア、小規模場外発売場の愛称としてミニボートピアという愛称がつけられていた。
ボートピア（Boatpier）は「モーターボート競走」のボート（boat）と、埠頭を表すピア（pier）をあわせた造語であり、ユートピア (utopia) とも関連させている。
2015年よりボートレースチケットショップという総称が使用（「オラレ」は名称を残し、その上に冠する形で使用）されている。

## 場外発売場の立地
場外発売場の立地は、来客の交通手段を着眼点として「都市型」と「郊外型」の2つに大きく分類される。ただし、分類基準が厳密に存在するわけではなく、市原のように都市型と郊外型の性質を併せ持つ場外発売場も存在する。

### 都市型場外発売場
鉄道駅その他の公共交通機関からのアクセスによる来客を想定した場外発売場である。その性質上、繁華街や歓楽街など集客力の高い地区に設置される事例が多い。ただし、「都市型」は必ずしも繁華街等に設置されるとは限らず、公共交通機関による来客を想定する場外発売場であればこちらに分類される。
梅田、横浜などがその典型例である。

### 郊外型
大規模な駐車場を整備し、自家用車による来客を想定した施設である。高速道路のインターチェンジ付近や、幹線道路沿いに設置され、工業団地、空港周辺その他人口密集地区からやや離れた立地である場合が多い。鉄道その他の公共交通機関によるアクセスがない場合も多いが、その場合は来客需要に応じて場外発売場側が無料送迎車（バスなど）を用意するのが一般的である。
ボートピア岡部、勝山などがその典型例である。

### その他の立地
来客の交通手段による分類のほか、様々な特徴を持った場外発売場が日本国内各地に設置されている。

#### 小規模場外発売場
小規模な場外発売場
近隣に大都市が少ない地域で、来客需要に応じて過剰投資にならないよう、小規模な場外発売場を設置する事例。施設が小規模である点を除けば、従来の場外発売場とほぼ同等の施設事例である。黒石（郊外型）、天文館（都市型）など。
空きテナントを活用した場外発売場
公共施設等の空きテナントを活用し、場外発売場に転用する事例。洲本（洲本港ターミナル）、オラレ島原（島原港）、オラレセントレア（中部国際空港）など。
他の公営競技と同一施設内の場外発売場
競輪場外車券売場（サテライト）や場外勝馬投票券発売所と場外舟券発売場が同一施設内に存在する施設。小倉競輪場本場に併設されたミニボートピア北九州メディアドーム
サテライトや地方競馬とのコラボ施設は、呉・福島・新潟・双葉・市原・西予がある。

#### オラレ
オラレ (ORALE) は現在使われていない施設などを日本財団（BOAT RACE振興会）が1億円を上限に拠出して整備し、地域のコミュニティスペースなどとして再生して、その施設の一部に舟券売場の機能を持たせたものである。公共施設として活用されることを前提としているため、所有・運営は自治体が行う。舟券の売上増と、地域の活性化を図る目的で創設された。売上金の一部が地元自治体に還元される。2006年8月8日、佐賀県唐津市呼子町に「オラレ呼子」がオラレ1号店として開業したのを皮切りに、2015年9月現在全国に9か所設置されている。なお、「オラレ」とはスペイン語で「さあ、行こう」を意味する。

#### 外向発売所
多くのボートレース場では、敷地内にも場外発売場とほぼ同等の機能を持つ舟券発売施設を設置している。
ボートレース場の入場口から入場する際、観客は原則として入場料を支払わなければならないが、ほとんどのボートレース場では、入場料を支払うことなく利用できる舟券発売払戻窓口を、ボートレース場敷地内に用意している。この窓口は外向発売所（そとむけはつばいしょ、そとむきはつばいしょ）と呼ばれている。もともとは、レース観戦できない顧客に向けて、早朝の通勤時間帯から舟券を発売する（以下「早朝前売」）や滞在せずに舟券を買うことを目的として設置されていたものである。
2004年「ボートピア市原」で1日あたり4場・48レースの舟券を発売したのを皮切りに、多くの場外発売場で複数場のレースを併売するようになった。その間もボートレース場本場では当該ボートレース場の競走のみを発売しており、場外発売はあまり行われておらず、あっても場間場外発売を行う競走（全てのSGおよび一部のG1）の併売にとどまる状況が続いていた。
外向発売所にて広く場外発売を行うようになったのは、ボートレース三国が最初である。三国の場合、早朝前売りのための外向発売所は、本場2号館に附設されていたが、2008年10月、本場から離れた駐車場敷地内に「独立型外向発売所」と称する施設を建設し、外向発売所を移転した。その際、三国本場の早朝前売りを行うほか、他場の一般競走の場外発売を含めて、年間約350日程度の発売を行う試みが始まった。
翌2009年6月にはボートレース常滑で「ウインボ常滑」を設置して4場・48レースの舟券を併売を行い、さらに10月にはボートレース大村にて既設の外向発売所「ブルードラゴン」内で同様の併売がそれぞれ始まった。
さらに翌2010年1月、4番目の事例としてボートレース平和島で大規模な外向発売所「平和島競艇劇場」が設置された。ボートレース平和島の事例では府中市から京急開発へほぼ全面的に経営委託する形で実施された。この平和島の事例は府中市議会で大成功と評され、以降、外向発売場が多くのボートレース場で設置されている。

## 法的根拠とその争い
2013年現在、モーターボート競走法第5条には、国土交通大臣の許可を受けて主催者は競走場外に「舟券の発売等の用に供する施設」を設置することができる旨が規定されている。
かつてのモーターボート競走法（2007年6月改正以前）では、場外発売場の設置を認める法律上の明文規定は存在せず、「ボートピアまるがめ」の設置以降、すべての場外発売場は国土交通省令である「モーターボート競走法施行規則」第8条を根拠に設置されていた。
法令上の設置根拠があいまいであったことから、これを場外発売場の設置反対運動者から法廷の場で突かれる事態が発生した。2001年12月28日、ボートピア岡部の設置に関する行政訴訟において、東京地方裁判所の決定で「モーターボート競走法が競走場外に舟券発売場の設置を許容しておらず」競走法施行規則第8条は無効であるとの判断が示された。後にこの東京地裁決定は東京高等裁判所への抗告が認められて取り消されており、また本体の行政訴訟も一審からすべて原告の全面敗訴となってボートピア岡部は予定通り開業したが、法令上の設置根拠があいまいであるという問題点は残った。
またこれとは別件の、ボートピア名古屋の設置に関する行政訴訟で、2006年7月20日、「場外発売場を一般的には禁止していないものの（中略）国土交通大臣の審査（中略）を経ない設置は禁止されていると解すべきである。」とし、場外発売場の設置自体は許容されているとする名古屋地方裁判所の決定が言い渡された。同決定では結果的にボートピア名古屋設置の仮差止めが棄却されたものの、競走法が場外発売場の設置を許容しているかどうか「必ずしも明らかではない」と設置根拠のあいまい性を裁判官に指摘される事態となった。
これらを受けてモーターボート競走法が2007年6月1日に改正され、場外発売場設置の根拠が条文に明記されるようになった。同改正が施行された2008年10月1日以降、場外発売場は、モーターボート競走法第5条の規定を法的根拠として設置されている。それ以前に設置されていた場外発売場も、経過措置により同条を根拠に設置されたものとみなされることとなっている。

## 施設概要
比較的初期に設置された場外発売場では、施設内に発売窓口の他に大画面が幾つも設置され、その大画面を利用して観戦するのが一般的である。劇場型といわれるパブリックビューイングシステムの一種である。
2004年以降、複数場併売が一般化し始めると、42インチ程度のモニターを4-5画面を1組とし、併売場数の4-5組のモニターを利用して観戦するパブリックビューイング形式が主流になっている。大画面がある施設ではその大画面で主な開催場（SGなど）を放映するが、小規模な場外発売場では大画面をはじめから設置しない事例も増えている。
施設内部には、SGやプレミアムGIの横断幕・ポスター・幟などで装飾されている。
法的根拠として以下の3種類の発売場に分かれている。
場外発売場
滞留型の施設として、おおむね15窓以上の発売や払戻の窓口と食堂を備えている。
小規模場外発売場
非滞留型の施設として、おおむね15窓未満の発売や払戻の窓口を備えている。
前売場外発売場
非滞留型の施設として、前売舟券のみ発売を行うための最低限の設備を備えている。
オラレ
法的根拠はないが、地方自治体による運営が基本となっている場外発売場の愛称。概ね５窓程度の発売や払戻の窓口を備えており、小規模の発売施設となっている。コミュニティスペースや多機能トイレを併設していることが多い。

## 発売場
原則として次の表に記載した管理施行者が主催するレースを主に発売するが、SG・プレミアムGI・GIを中心に、モーニングレース・ナイターレースなども発売する。
おおむね1日あたり6〜10場を併売する事例が多い。

## 全国総合払戻サービス
ボートレースでは、2012年4月1日より、全24ボートレース場と場外発売場15箇所の間、合計39箇所で「的中舟券・返還舟券」の払戻を相互に行える、全国総合払戻サービス（ぜんこくそうごうはらいもどしさーびす）を、「どこでもはらいおん」のサービス名で開始している。これは、施行者が複数混在する地方公営競技の中で、初めての試みである 。その後「どこでもはらいおん」サービスの拡大が行われ、2015年4月1日現在、全ボートレース場24箇所と場外発売場42箇所、合計66箇所で実施している。
従来、「場外発売場の管理施行者と、その施行者の本場相互間」のような、同一施行者内での相互払戻が行われている程度であった。後に「近隣地区内の各場相互間」で施行者同士が提携して相互払戻を行うケースも見られるようになった。
これらの相互払戻サービスは、一部を除き、2012年4月以降、順次「どこでもはらいおん」サービスに組み込まれていった。

## 場外発売場一覧

### 北海道
| 名称                             | 所在地        | 最大併売数 | 交通 | 開設          | 相互払戻 | 座標                                 | 備考 |
| -------------------------------- | ------------- | ---------- | --- | ------------- | -------- | ------------------------------------ | ---- |
| ボートレースチケットショップ旭川 | 北海道 旭川市 | ８場       | JR南永山駅・新旭川駅から徒歩20分 旭川駅から路線バス新星町入口停留所下車徒歩5分 道央道旭川鷹栖ICから車で10分 | 2015年9月19日 |          | 北緯43度46分26秒 東経142度23分46.7秒 |      |

### 東北
| 名称               | 所在地               | 最大併売数 | 交通                                                                                               | 開設          | 相互払戻               | 座標                                   | 備考                         |
| ------------------ | -------------------- | ---------- | -------------------------------------------------------------------------------------------------- | ------------- | ---------------------- | -------------------------------------- | ---------------------------- |
| ボートピアなんぶ   | 青森県 三戸郡 南部町 | ４場       | 青い森鉄道三戸駅から徒歩20分 南部バス門前バス停から徒歩1分                                         | 2000年12月    | 【どこでもはらいおん】 | 北緯40度24分27.2秒 東経141度16分34.6秒 |                              |
| ミニボートピア黒石 | 青森県 黒石市        | ８場       | 弘南鉄道弘南線・田舎館駅から徒歩10分                                                               | 2009年5月     | 【どこでもはらいおん】 | 北緯40度38分10.9秒 東経140度34分52.5秒 |                              |
| ボートピア河辺     | 秋田県 秋田市        | ８場       | 秋田自動車道秋田南ICから車で3分                                                                    | 1995年4月     | 【どこでもはらいおん】 | 北緯39度39分16.2秒 東経140度12分15.1秒 |                              |
| ボートピア川崎     | 宮城県 柴田郡 川崎町 | ８場       | JR仙台駅、山形駅から無料送迎バス                                                                   | 1998年3月     | 【どこでもはらいおん】 | 北緯38度10分9.5秒 東経140度40分9.1秒   | 単複発売                     |
| ボートピア大郷     | 宮城県 黒川郡 大郷町 | ５場       | JR仙台駅、石巻駅、松島駅、仙台市地下鉄泉中央駅から無料送迎バス 三陸自動車道松島大郷ICから車で5分   | 1999年3月     | 【どこでもはらいおん】 | 北緯38度24分55.1秒 東経141度0分13.9秒  | 単複発売                     |
| ボートピア玉川     | 福島県 石川郡 玉川村 | ８場       | JR郡山駅から無料送迎バス 福島空港から車で2分 あぶくま高原道路玉川ICから車で5分                     | 1998年10月    | 【どこでもはらいおん】 | 北緯37度13分28.5秒 東経140度25分10.1秒 |                              |
| ミニボートピア福島 | 福島県 福島市        | ８場       | JR東北本線・伊達駅から徒歩20分 福島駅から路線バス田町停留所下車 東北自動車道福島飯坂ICから車で10分 | 2011年6月15日 |                        | 北緯37度48分49.5秒 東経140度30分2.9秒  | 競輪場外「サテライト福島」内 |

### 関東
| 名称           | 所在地               | 最大併売数 | 交通 | 開設       | 相互払戻               | 座標                                   | 備考                             |
| -------------- | -------------------- | ---------- | --- | ---------- | ---------------------- | -------------------------------------- | -------------------------------- |
| ボートピア岩間 | 茨城県 笠間市        | ５場       | JR岩間駅から無料送迎バス 常磐道岩間ICから車で1分                                                                                            | 2004年5月  | 【どこでもはらいおん】 | 北緯36度17分1.8秒 東経140度19分2.4秒   | 単複発売                         |
| ボートピア岡部 | 埼玉県 深谷市        | １０場     | JR岡部駅から無料送迎バス 関越道花園ICから車で20分 関越道本庄児玉ICから車で15分                                                              | 2001年12月 | 【どこでもはらいおん】 | 北緯36度13分20.5秒 東経139度13分30.9秒 |                                  |
| ボートピア栗橋 | 埼玉県 久喜市        | １０場     | JR栗橋駅・東武日光線南栗橋駅から無料送迎バス 東北道久喜ICから北に約10km 東北道加須ICから東に約8km                                           | 2010年2月  | 【どこでもはらいおん】 | 北緯36度7分29.9秒 東経139度42分49.1秒  |                                  |
| ボートピア市原 | 千葉県 市原市        | ８場       | JR八幡宿駅、茂原駅から無料送迎バス 京葉道路蘇我ICから車で10分 館山道市原ICから車で15分                                                      | 2002年3月  | 【どこでもはらいおん】 | 北緯35度32分1.6秒 東経140度6分37.7秒   | 競輪場外「サテライト市原」を併設 |
| ボートピア横浜 | 神奈川県 横浜市 中区 | １２場     | JR石川町駅、関内駅から徒歩5分 横浜市営地下鉄伊勢佐木長者町駅から徒歩8分 横浜高速鉄道日本大通り駅から徒歩10分 京急本線日ノ出町駅から徒歩20分 | 2007年12月 | 【どこでもはらいおん】 | 北緯35度26分23.4秒 東経139度38分17.7秒 |                                  |

### 北陸・甲信越
| 名称                                    | 所在地               | 最大併売数 | 交通                                                                           | 開設          | 相互払戻               | 座標                                   | 備考                                                                      |
| --------------------------------------- | -------------------- | ---------- | ------------------------------------------------------------------------------ | ------------- | ---------------------- | -------------------------------------- | ------------------------------------------------------------------------- |
| ミニボートピア新潟                      | 新潟県 新潟市 中央区 | ６場       | JR新潟駅から新潟交通原の台バス停下車 日本海東北自動車道新潟亀田ICから車で5分   | 2014年2月18日 | 【どこでもはらいおん】 | 北緯37度53分38.2秒 東経139度4分3.8秒   | 競輪場外「サテライト新潟」内                                              |
| ミニボートピア阿賀野                    | 新潟県 阿賀野市      | ７場       | 磐越道安田ICから車で3分                                                        | 2011年11月    | 【どこでもはらいおん】 | 北緯37度45分55秒 東経139度15分3.3秒    |                                                                           |
| オラレ上越                              | 新潟県 上越市        | ６場       | 北陸道上越ICより車で5分                                                        | 2012年2月2日  | 【どこでもはらいおん】 | 北緯37度8分31.7秒 東経138度15分38秒    |                                                                           |
| ボートレースチケットショップ オラレ刈羽 | 新潟県 刈羽郡 刈羽村 | ７場       | 北陸道西山ICより車で10分 JR荒浜駅から徒歩20分                                  | 2016年8月23日 | なし（当場のみ）       | 北緯37度24分50.2秒 東経138度36分28.2秒 |                                                                           |
| ミニボートピア津幡                      | 石川県 河北郡 津幡町 | ４場       | 北陸道金沢森本ICより車で8分 金沢東ICより車で15分                               | 2013年6月10日 | 【どこでもはらいおん】 | 北緯36度41分9.3秒 東経136度44分10.2秒  |                                                                           |
| ミニボートピア双葉                      | 山梨県 甲斐市        | ８場       | 中央道甲府昭和ICから車で10分 中央道韮崎ICから車で15分 JR甲府駅から無料送迎バス | 2008年3月     | 【どこでもはらいおん】 | 北緯35度40分34.3秒 東経138度29分57.5秒 | 競輪場外発売場「サテライト双葉」内 ジョイホース双葉・オートレース双葉併設 |

### 東海
| 名称                                            | 所在地               | 最大併売数 | 交通                                                        | 開設           | 相互払戻               | 座標                                   | 備考                                  |
| ----------------------------------------------- | -------------------- | ---------- | ----------------------------------------------------------- | -------------- | ---------------------- | -------------------------------------- | ------------------------------------- |
| ミニボートピア富士おやま                        | 静岡県 駿東郡 小山町 | ６場       | 東名高速道路御殿場ICより車で20分 JR御殿場駅から無料送迎バス | 2015年3月24日  | 【どこでもはらいおん】 | 北緯35度20分37.5秒 東経138度52分46.2秒 |                                       |
| ボートレースチケットショップ焼津                | 静岡県 焼津市        | ８場       | 東名高速道路焼津ICより車で10分 JR焼津駅から無料送迎バス     | 2019年2月19日  |                        |                                        |                                       |
| ボートレースチケットショップオラレ浜松          | 静岡県 浜松市 中央区 | ８場       | JR浜松駅から徒歩5分                                         | 2022年9月22日  |                        |                                        |                                       |
| ボートピア名古屋                                | 愛知県 名古屋市 港区 | １２場     | 名港線築地口駅から徒歩1分                                   | 2006年8月      | 【どこでもはらいおん】 | 北緯35度5分57秒 東経136度53分3秒       |                                       |
| オラレセントレア                                | 愛知県 常滑市        |            | 中部国際空港内                                              | 2012年5月17日  | 【どこでもはらいおん】 | 北緯34度51分32.8秒 東経136度48分58.4秒 | 公営競技施設初の空港内施設。 単複発売 |
| ボートレースチケットショップ ミニボートピア栄   | 愛知県 名古屋市 中区 | ８場       | 名古屋市営地下鉄栄駅・名鉄瀬戸線栄町駅から徒歩4分           | 2015年12月24日 |                        | 北緯35度10分4.1秒 東経136度54分40.9秒  | 会員制（登録無料）                    |
| ボートレースチケットショップ高浜                | 愛知県 高浜市        | ８場       | 国道23号線野田ICより車で20分 名鉄三河線高浜港駅から徒歩13分 | 2018年10月1日  | 【どこでもはらいおん】 |                                        |                                       |
| ボートレースチケットショップ養老                | 岐阜県 養老郡 養老町 | ６場       | 養老鉄道養老駅から車で15分 名神高速道路大垣ICより車で8分    | 2017年3月24日  | 【どこでもはらいおん】 | 北緯35度14分57.4秒 東経136度36分10.3秒 |                                       |
| ボートレースチケットショップ ミニボートピア名張 | 三重県 名張市        | ７場       | 近鉄大阪線名張駅から徒歩約15分                              | 2015年8月11日  |                        | 北緯34度36分58.8秒 東経136度5分12秒    |                                       |

### 近畿
| 名称                                              | 所在地               | 最大併売数 | 交通                                                                                                   | 開設           | 相互払戻               | 座標                                   | 備考     |
| ------------------------------------------------- | -------------------- | ---------- | --- | -------------- | ---------------------- | -------------------------------------- | -------- |
| ボートレースチケットショップ ミニボートピア京丹後 | 京都府 京丹後市      | ８場       | 京都丹後鉄道久美浜駅から車で3分                                                                        | 2016年3月26日  | 【どこでもはらいおん】 | 北緯35度35分38.5秒 東経134度52分48.2秒 |          |
| ボートピア京都やわた                              | 京都府 八幡市        | ８場       | JR松井山手駅もしくは京阪石清水八幡宮駅から無料シャトルバス 京阪バス久保田バス停下車                    | 2007年4月12日  | 【どこでもはらいおん】 | 北緯34度51分41.4秒 東経135度42分40.3秒 |          |
| ミニボートピア大和ごせ                            | 奈良県 御所市        | ７場       | 近鉄御所駅から奈良交通バス御所幸町バス停下車 大和御所道路御所ICより車                                  | 2014年2月23日  | 【どこでもはらいおん】 | 北緯34度26分49.2秒 東経135度43分50.6秒 |          |
| ボートピア梅田                                    | 大阪府 大阪市 北区   | ８場       | JR大阪駅から徒歩5分 阪急大阪梅田駅から徒歩4分 阪神大阪梅田駅から徒歩2分 Osaka Metro中崎町駅から徒歩4分 | 2007年3月      | 【どこでもはらいおん】 | 北緯34度42分16.9秒 東経135度30分7.3秒  |          |
| ミニボートピアりんくう                            | 大阪府 泉佐野市      | ８場       | 南海泉佐野駅から徒歩11分 JR・南海りんくうタウン駅から徒歩20分                                          | 2012年12月15日 | 【どこでもはらいおん】 | 北緯34度25分10.9秒 東経135度18分53.4秒 |          |
| ボートピア神戸新開地                              | 兵庫県 神戸市 兵庫区 | ８場       | 神戸高速鉄道新開地駅から徒歩1分 JR神戸駅から徒歩7分                                                    | 1999年4月      | 【どこでもはらいおん】 | 北緯34度40分35.2秒 東経135度10分21.3秒 |          |
| ボートピア姫路                                    | 兵庫県 姫路市        | ８場       | JR姫路駅および山陽電鉄の山陽姫路駅から徒歩7分                                                          | 1991年1月      | 【どこでもはらいおん】 | 北緯34度49分53.6秒 東経134度41分20.5秒 | 単複発売 |
| ミニボートピア洲本                                | 兵庫県 洲本市        | ７場       | 神戸淡路鳴門自動車道洲本ICより洲本港方面 洲本バスセンターから徒歩3分                                   | 2007年4月11日  | 【どこでもはらいおん】 | 北緯34度20分47.2秒 東経134度53分58.4秒 |          |
| ミニボートピア滝野                                | 兵庫県 加東市        | ７場       | 中国自動車道滝野社ICから国道175号小野・明石方面すぐ                                                    | 2006年4月12日  | 【どこでもはらいおん】 | 北緯34度55分55.9秒 東経134度57分38.3秒 |          |
| ミニボートピア朝来                                | 兵庫県 朝来市        | ８場       | JR梁瀬駅から徒歩5分 播但連絡道路和田山ICから車で10分                                                   | 2014年4月19日  | 【どこでもはらいおん】 | 北緯35度19分36.6秒 東経134度52分20.1秒 |          |
| ボートレースチケットショップ相生                  | 兵庫県 相生市        | ８場       | JR相生駅から徒歩22分 山陽自動車道龍野西ICから車で10分                                                  | 2019年11月9日  | 【どこでもはらいおん】 |                                        |          |

### 四国
| 名称                                     | 所在地          | 最大併売数 | 交通                                                                           | 開設           | 相互払戻                               | 座標                                   | 備考                         |
| ---------------------------------------- | --------------- | ---------- | ------------------------------------------------------------------------------ | -------------- | -------------------------------------- | -------------------------------------- | ---------------------------- |
| ボートピアまるがめ                       | 香川県 丸亀市   | ８場       | 高松道・善通寺ICから車で10分 JR丸亀駅から車で10分                              | 1986年8月      | 【どこでもはらいおん】                 | 北緯34度15分46.4秒 東経133度47分27.4秒 | 単複発売                     |
| ボートピア朝倉                           | 愛媛県 今治市   | ８場       | JR伊予桜井駅から車で10分                                                       | 1993年1月      | 【どこでもはらいおん】                 | 北緯33度59分58.4秒 東経133度1分25.1秒  | 単複発売                     |
| ボートレースチケットショップ西予         | 愛媛県 西予市   | ８場       | 西予宇和ICから車で15分 JR卯之町駅から路線バス大江停留所下車3分                 | 2015年10月26日 |                                        | 北緯33度24分31.1秒 東経132度30分33秒   | 競輪場外「サテライト西予」内 |
| ボートレースチケットショップ土佐         | 高知県 香南市   | ８場       | JR高知駅もしくはJR須崎駅から無料送迎バス 土佐くろしお鉄道あかおか駅から徒歩8分 | 1996年8月      | 【どこでもはらいおん】                 | 北緯33度32分22.5秒 東経133度43分39.8秒 |                              |
| ボートレースチケットショップオラレ美馬   | 徳島県 美馬市   | ８場       | 美馬ICより車で6分                                                              | 2009年10月14日 | 鳴門、丸亀、BPまるがめ、BP朝倉、BP土佐 | 北緯34度2分49秒 東経134度1分17.3秒     |                              |
| ボートレースチケットショップ阿波かもじま | 徳島県 吉野川市 | １２場     | 土成ICより車で15分 JR鴨島駅から徒歩10分                                        | 2022年10月1日  |                                        |                                        |                              |

### 中国
| 名称                                      | 所在地                 | 最大併売数 | 交通                                                                                               | 開設                             | 相互払戻               | 座標                                   | 備考 |
| ----------------------------------------- | ---------------------- | ---------- | -------------------------------------------------------------------------------------------------- | -------------------------------- | ---------------------- | -------------------------------------- | ---- |
| ボートレースチケットショップ井原          | 岡山県 井原市          | １０場     | 井原鉄道井原線いずえ駅から徒歩5分 山陽自動車道福山東・笠岡ICよりそれぞれ車で20分                   | 2013年12月14日                   | 【どこでもはらいおん】 | 北緯34度35分19.9秒 東経133度26分42.5秒 |      |
| ボートレースチケットショップ岡山わけ      | 岡山県 和気郡 和気町   | ８場       | JR山陽本線和気駅から徒歩10分 山陽自動車道和気ICより車で15分                                        | 2021年7月27日                    | 【どこでもはらいおん】 |                                        |      |
| ボートレースチケットショップ尾道          | 広島県 尾道市          | ８場       | 山陽自動車道福山西ICより車で10分                                                                   | 2020年10月31日                   |                        |                                        |      |
| ボートピア呉                              | 広島県 呉市            | １２場     | JR呉線呉駅から徒歩5分                                                                              | 1992年12月(徳山) 2004年3月(宮島) | 【どこでもはらいおん】 | 北緯34度14分32.2秒 東経132度33分26.7秒 |      |
| ボートレースチケットショップ安芸高田      | 広島県 安芸高田市      | １０場     | 山陽自動車道広島ICより車で20分                                                                     | 2019年6月1日                     |                        |                                        |      |
| ミニボートピア山口あじす                  | 山口県 山口市          | ６場       | 山口宇部道路由良ICより車で5分 JR岩倉駅から徒歩20分 JR周防佐山駅から徒歩20分 JR本由良駅から徒歩25分 | 2011年10月18日                   | 【どこでもはらいおん】 | 北緯34度1分52.1秒 東経131度21分24.9秒  |      |
| ボートレースチケットショップ オラレ田布施 | 山口県 熊毛郡 田布施町 | ７場       | JR柳井駅から路線バス米出停留所下車 JR田布施駅から車で10分 山陽自動車道熊毛ICから車で40分           | 2016年12月10日                   |                        | 北緯33度55分31.3秒 東経132度3分5.2秒   |      |
| オラレ徳山                                | 山口県 周南市          | １０場     | JR徳山駅から徒歩5分                                                                                | 2008年10月3日                    | 【どこでもはらいおん】 | 北緯34度3分0.1秒 東経131度48分20.9秒   | 前売 |
| オラレ下関                                | 山口県 下関市          | １２場     | JR下関駅から徒歩4分                                                                                | 2014年8月9日                     | 【どこでもはらいおん】 | 北緯33度56分52.5秒 東経130度55分22.6秒 |      |
| ボートレースチケットショップながと        | 山口県 長門市          | ８場       | JR山陰本線・美祢線長門市駅から徒歩3分 山陽自動車道美祢ICより車で40分                               | 2020年9月6日                     |                        |                                        |      |
| ミニボートピア鳥取                        | 鳥取県 鳥取市          | ８場       | 鳥取自動車道鳥取ICより車で8分 JR湖山駅から徒歩25分                                                 | 2011年4月7日                     |                        | 北緯35度31分15.9秒 東経134度12分10.4秒 |      |
| ボートピア松江                            | 島根県 松江市          | ８場       | JR松江駅から徒歩5分                                                                                | 2000年8月                        | 【どこでもはらいおん】 | 北緯35度27分51.8秒 東経133度3分30.2秒  |      |

### 九州
| 名称                                     | 所在地                   | 最大併売数 | 交通 | 開設           | 相互払戻                                              | 座標                                   | 備考                                                                                                 |
| ---------------------------------------- | ------------------------ | ---------- | --- | -------------- | ----------------------------------------------------- | -------------------------------------- | --- |
| ボートピア勝山                           | 福岡県 京都郡 みやこ町   |            | JR行橋駅もしくは西鉄田川後藤寺バスセンターから無料送迎バス                                                      | 1994年3月      | 【どこでもはらいおん】                                | 北緯33度41分4.8秒 東経130度54分1秒     | 2015年10月8日リニューアルオープン                                                                    |
| ミニボートピア 北九州メディアドーム      | 福岡県 北九州市 小倉北区 |            | 北九州モノレール小倉線香春口三萩野駅徒歩8分 北九州都市高速道路4号線足立出入口から1分 国道3号三萩野交差点から1分 | 2006年10月     | 【どこでもはらいおん】                                | 北緯33度52分19.1秒 東経130度53分15.6秒 | 小倉競輪場と同一施設                                                                                 |
| ミニボートピア嘉麻                       | 福岡県 嘉麻市            |            | 西鉄バス漆生停留所から徒歩7分 福岡県道402号飯塚山田線沿い                                                       | 2012年5月19日  | 【どこでもはらいおん】                                | 北緯33度35分21.9秒 東経130度43分40.8秒 | |
| ボートピア三日月                         | 佐賀県 小城市            |            | JR佐賀駅から無料送迎バス                                                                                        | 1996年8月      | 【どこでもはらいおん】                                | 北緯33度18分4.2秒 東経130度13分34.5秒  | 2020年5月26日リニューアルオープン                                                                    |
| ボートピアみやき                         | 佐賀県 三養基郡 みやき町 | ８場       | 長崎自動車道東脊振ICより車で10分 JR中原駅から車で5分                                                            | 2009年11月14日 | 【どこでもはらいおん】                                | 北緯33度20分10.8秒 東経130度25分40.9秒 | 2010年9月17日までミニボートピア                                                                      |
| ボートレースチケットショップ鹿島         | 佐賀県 鹿島市            |            | 長崎自動車道武雄北方ICより車で25分 JR肥前鹿島駅から車で5分または路線バス貝の端停留所下車3分                     | 2015年11月10日 |                                                       | 北緯33度7分20.8秒 東経130度5分13.9秒   | |
| ボートレースチケットショップ唐津ミニット | 佐賀県 唐津市            |            | JR唐津駅から徒歩3分                                                                                             | 2004年5月13日  |                                                       | 北緯33度26分44.2秒 東経129度58分13.7秒 | 2020年1月18日リニューアルオープンと同時に名称変更。 前売場外発売場から小規模場外発売場の規格に変更。 |
| オラレ呼子                               | 佐賀県 唐津市            |            | 二丈浜玉道路浜玉中前交差点より車で45分                                                                          | 2006年8月11日  |                                                       | 北緯33度32分12.4秒 東経129度53分29.1秒 | 前売                                                                                                 |
| ボートレースチケットショップ 長崎佐々    | 長崎県 北松浦郡 佐々町   |            | 松浦鉄道西九州線真申駅から徒歩10分 西九州自動車道佐々ICより車で5分                                              | 2015年8月23日  | 大村・前売場外おおむら 長崎時津・長崎五島（払戻のみ） | 北緯33度12分53.3秒 東経129度38分54.6秒 | |
| ボートレースチケットショップ松浦         | 長崎県 松浦市            |            | 松浦鉄道西九州線福島口駅から徒歩8分 西九州自動車道佐世保三川内ICより車で35分                                    | 2016年7月23日  | 【どこでもはらいおん】                                | 北緯33度20分35.2秒 東経129度47分20.4秒 | |
| ミニボートピア長崎五島                   | 長崎県 五島市            | ４場       | 福江港フェリーターミナルから車で10分 福江空港から車で3分                                                        | 2006年4月      |                                                       | 北緯32度40分39.4秒 東経128度50分31.2秒 | |
| ミニボートピア長崎時津                   | 長崎県 西彼杵郡 時津町   | １０場     | JR長崎駅より車で30分 西海橋より長崎方面へ車で50分                                                               | 2007年7月      | 【どこでもはらいおん】                                | 北緯32度50分45.6秒 東経129度49分56.7秒 | |
| ミニボートピア長崎波佐見                 | 長崎県 東彼杵郡 波佐見町 | ７場       | 波佐見有田ICすぐ JR有田駅から車で10分                                                                           | 2010年8月4日   | 【どこでもはらいおん】                                | 北緯33度9分21秒 東経129度53分43.1秒    | |
| 前売場外おおむら                         | 長崎県 大村市            |            | JR大村駅から徒歩20分                                                                                            | 2004年7月7日   | 【どこでもはらいおん】                                | 北緯32度54分45.4秒 東経129度57分1.3秒  | 名称は前売場外とあるが、 小規模場外発売場の基準の施設となっている。                                  |
| オラレ島原                               | 長崎県 島原市            |            | 島原鉄道島原港駅から徒歩5分                                                                                     | 2008年10月15日 | 【どこでもはらいおん】                                | 北緯32度46分1.3秒 東経130度22分22.3秒  | |
| ミニボートピア長洲                       | 熊本県 玉名郡 長洲町     | ６場       | JR長洲駅から車で5分 南関IC、菊水ICから車で30分                                                                  | 2009年12月     | 【どこでもはらいおん】                                | 北緯32度55分15.2秒 東経130度27分40.5秒 | |
| ボートレースチケットショップ由布         | 大分県 由布市            |            | | 2019年11月26日 | 【どこでもはらいおん】                                |                                        | |
| ボートピア高城                           | 宮崎県 都城市            | ６場       | JR南宮崎駅もしくはJR西都城駅から無料送迎バス                                                                    | 1998年7月      | 【どこでもはらいおん】                                | 北緯31度55分32.2秒 東経131度11分55.1秒 | |
| ミニボートピア日向                       | 宮崎県 日向市            | ６場       | 日向ICより車で10分 JR財光寺駅から車で10分                                                                       | 2010年12月25日 | 【どこでもはらいおん】                                | 北緯32度23分22.7秒 東経131度37分42.3秒 | |
| ミニボートピア宮崎                       | 宮崎県 宮崎市            |            | JR宮崎駅から徒歩5分                                                                                             | 2014年11月15日 | 【どこでもはらいおん】                                | 北緯31度54分54.7秒 東経131度25分41.2秒 | |
| オラレ日南                               | 宮崎県 日南市            | ８場       | JR油津駅から徒歩5分                                                                                             | 2010年10月29日 |                                                       | 北緯31度35分15.5秒 東経131度23分53.5秒 | |
| ボートピア金峰                           | 鹿児島県 南さつま市      | ６場       | JR鹿児島中央駅から無料送迎バス                                                                                  | 2004年12月3日  | 【どこでもはらいおん】                                | 北緯31度26分52.6秒 東経130度23分43.6秒 | |
| ミニボートピア天文館                     | 鹿児島県 鹿児島市        | ８場       | 鹿児島市電天文館通電停から徒歩3分                                                                               | 2008年12月3日  | 【どこでもはらいおん】                                | 北緯31度35分24.3秒 東経130度33分18.7秒 | |
| ミニボートピアさつま川内                 | 鹿児島県 薩摩川内市      | ５場       | JR川内駅から徒歩5分                                                                                             | 2010年12月26日 | 【どこでもはらいおん】                                | 北緯31度48分53.2秒 東経130度18分23.3秒 | |
| オラレ志布志                             | 鹿児島県 志布志市        | ５場       | JR志布志駅から徒歩2分                                                                                           | 2009年4月24日  | 【どこでもはらいおん】                                | 北緯31度28分18.8秒 東経131度5分51秒    | |
| ボートレースチケットショップ加治木       | 鹿児島県 姶良市          |            | |                | 【どこでもはらいおん】                                |                                        | |

### かつて存在していたボートピア

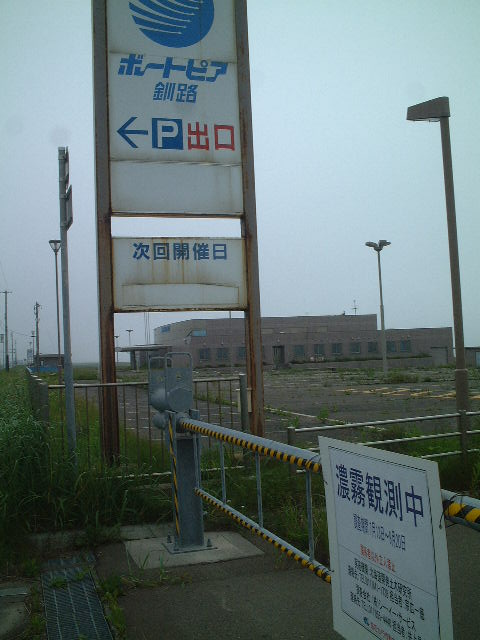
ボートピア釧路（撤退後 2005年7月撮影）

- ボートピア釧路（北海道白糠郡白糠町。発売した競艇場は宮島。1999年撤退）
- ボートピア習志野（千葉県習志野市。2020年7月30日撤退）

### 外向発売所
全国24場には本場に付随して外向発売所も併設されている。本場と異なり、入場料は無料となっている。
| 名称                   | 競艇場 | 開設日         |
| ---------------------- | ------ | -------------- |
| ドラショップ           | 桐生   | 2013年10月11日 |
| WIN WINパーク戸田      | 戸田   | 2017年2月11日  |
| BOAT RACE 365          | 江戸川 | 2012年4月2日   |
| ボートレース平和島劇場 | 平和島 | 2010年1月31日  |
| ウェイキーパーク多摩川 | 多摩川 | 2017年10月6日  |
| ウィンピア             | 浜名湖 | 2016年3月30日  |
| ボートウイング         | 蒲郡   | 2009年6月23日  |
| ウィンボとこなめ       | 常滑   | 2009年6月23日  |
| 津インクル             | 津     | 2011年9月10日  |
| ディアボート三国       | 三国   | 2008年10月8日  |
| レイクル びわこ        | びわこ | 2016年10月1日  |
| ボートパーク住之江     | 住之江 | 2013年4月16日  |
| センプルピア           | 尼崎   | 2013年9月25日  |
| エディウィン鳴門       | 鳴門   | 2011年10月22日 |
| Bポートまるがめ        | 丸亀   | 2012年7月28日  |
| 児島ガァ〜コピア       | 児島   | 2011年9月20日  |
| PALBOAT宮島            | 宮島   | 2015年2月22日  |
| すなっちゃ徳山         | 徳山   | 2011年12月10日 |
| ふく～る下関           | 下関   | 2012年10月13日 |
| カッパ☆ピア            | 若松   | 2011年12月10日 |
| アシ夢テラス           | 芦屋   | 2010年7月5日   |
| ペラボート福岡         | 福岡   | 2011年4月15日  |
| ドリームピット         | 唐津   | 2010年4月3日   |
| ブルードラゴン         | 大村   | 2009年10月1日  |